# فيكتور وونج
فيكتور وونج (بالإنجليزية: Victor Wong) هو ممثل أمريكي، ولد في 24 سبتمبر 1906 في الولايات المتحدة، وتوفي في 7 أبريل 1972 بلوس أنجلوس في الولايات المتحدة.

## وصلات خارجية
- فيكتور وونج على موقع IMDb (الإنجليزية)
- فيكتور وونج على موقع قاعدة بيانات الفيلم (الإنجليزية)